# Lukinke

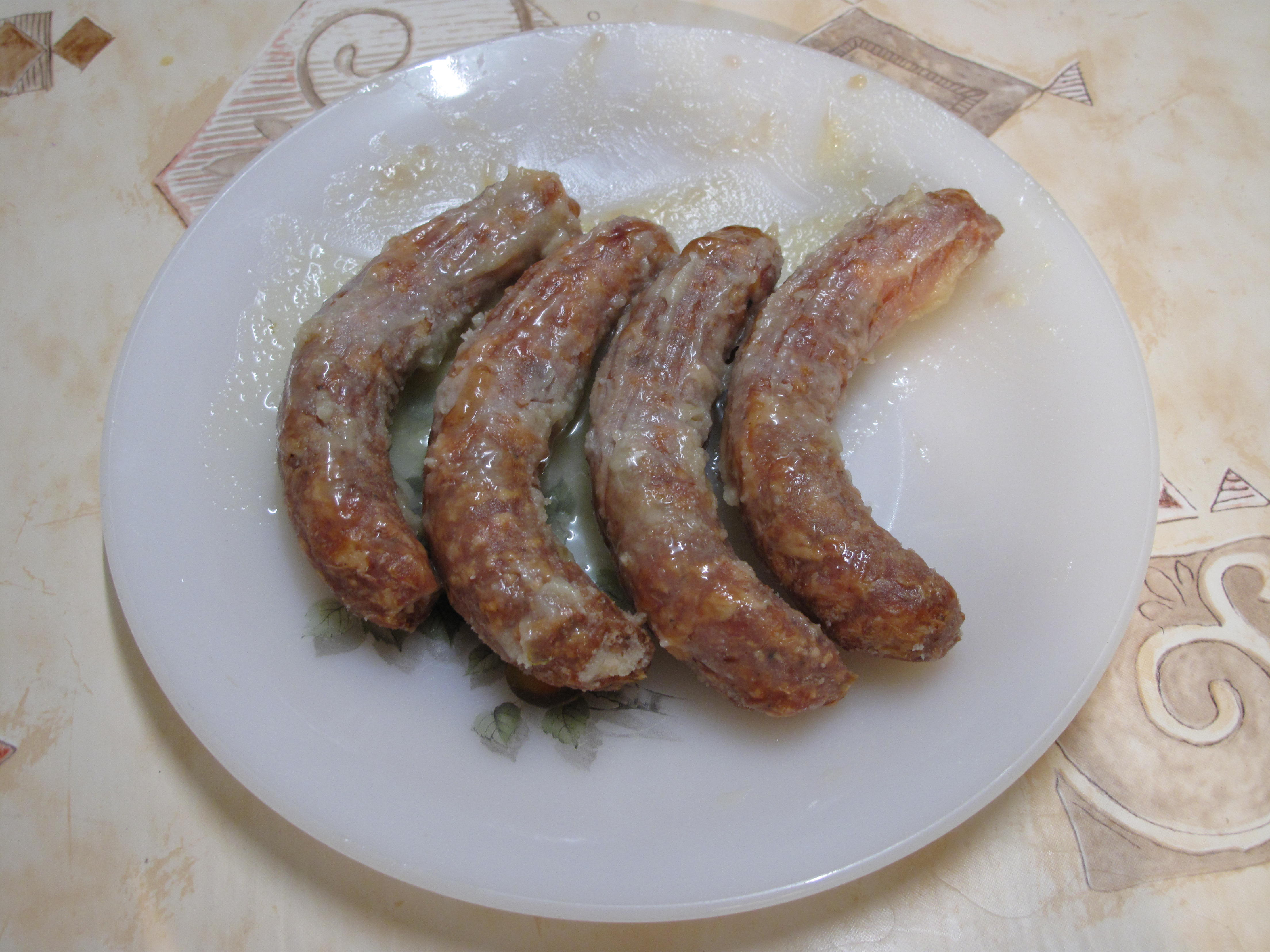
Autre forme de lukinke.

La lukinke (ou luquinque ou lukinque) est une saucisse sèche spécialité du Pays basque et notamment de la province de Soule.
Elle est à base de porc, légèrement épicée.
Elle se consomme crue ou cuite. Elle peut aussi être utilisée pour parfumer une soupe.